# Josef Engemann
Josef Engemann (* 9. April 1926 in Berlin; † 14. November 2020 in Salzburg) war ein deutscher Christlicher Archäologe.

## Leben
Josef Engemann studierte zunächst Katholische Theologie, wechselte aber zur Klassischen Archäologie. 1964 wurde er an der Universität zu Köln bei Heinz Kähler im Fach Klassische Archäologie mit der Dissertation Architekturdarstellungen des frühen Zweiten Stils zum Dr. phil. promoviert und war anschließend am Bonner Franz Joseph Dölger-Institut tätig. Von 1965 bis 1998 nahm er regelmäßig an den Grabungskampagnen des Deutschen Archäologischen Instituts in Abu Mena (Ägypten) teil. 1972 habilitierte er sich an der Rheinischen Friedrich-Wilhelms-Universität Bonn für Christliche Archäologie mit einer Untersuchungen zur Sepulkralsymbolik der späteren römischen Kaiserzeit.
Die Universität Bonn ernannte ihn 1975 zum apl. Professor. Seit 1978 leitete Engemann die Abteilung Christliche Archäologie in der Philosophischen Fakultät der Universität Bonn; 1984 wurde er auf die dort neu geschaffene Professur für dieses Fach berufen, die er bis zu seiner Emeritierung im Jahr 1991 innehatte.
Von 1984 bis 2006 war er Mitglied der Herausgeberkollegien des Reallexikons für Antike und Christentum und des Jahrbuchs für Antike und Christentum. Im Jahr 1991 war er Präsident des 12. Internationalen Kongresses für Christliche Archäologie in Bonn und von 2004 bis 2007 zusammen mit Alexander Demandt wissenschaftlicher Leiter der Konstantinausstellung in Trier. Engemann war ordentliches Mitglied des Deutschen Archäologischen Instituts, dessen Zentraldirektion er ebenfalls angehörte.

## Ehrungen
- Tesserae. Festschrift für Josef Engemann (= Jahrbuch für Antike und Christentum. Ergänzungsband 18). Aschendorff, Münster 1991, ISBN 3-402-08537-2.

## Veröffentlichungen (Auswahl)
- Architekturdarstellungen des frühen Zweiten Stils. Illusionistische römische Wandmalerei der ersten Phase und ihre Vorbilder in der realen Architektur. Kerle, Heidelberg 1967 (= Dissertation)
- Untersuchungen zur Sepulkralsymbolik der späteren römischen Kaiserzeit. Aschendorff, Münster 1973, ISBN 3-402-07055-3 (= Habilitationsschrift).
- Das Hauptportal der Hohnekirche in Soest. Die Reliefdarstellungen und ihre Bedeutung. Aschendorff, Münster 1991, ISBN 3-402-05988-6.
- Deutung und Bedeutung frühchristlicher Bildwerke. Wissenschaftliche Buchgesellschaft, Darmstadt 1997, ISBN 3-89678-041-7.
- Römische Kunst in Spätantike und frühem Christentum bis Justinian. Zabern, Darmstadt 2014, ISBN 978-3-8053-4389-3.
- Abu Mina. Die Keramikfunde von 1965 bis 1998. Harrassowitz, Wiesbaden 2016, ISBN 978-3-447-10477-7.